# المست
المست (به انگلیسی: Elmsett) یک روستا و محله مدنی در بریتانیا است که در Babergh واقع شده‌است. المست ۷۸۸ نفر جمعیت دارد.